# بافورد ماكجي
بافورد ماكجي (بالإنجليزية: Buford McGee) هو لاعب كرة قدم أمريكية أمريكي، ولد في 16 أغسطس 1960 في دورانت في الولايات المتحدة.

## وصلات خارجية
- بافورد ماكجي على موقع مرجع كرة القدم المحترفة.كوم (الإنجليزية)